# Vinjamūr
Vinjamūr är en ort i Indien.   Den ligger i distriktet Nellore och delstaten Andhra Pradesh, i den södra delen av landet, 1 600 km söder om huvudstaden New Delhi. Vinjamūr ligger 98 meter över havet och antalet invånare är 20 639.
Terrängen runt Vinjamūr är platt, och sluttar österut. Runt Vinjamūr är det ganska tätbefolkat, med 108 invånare per kvadratkilometer. Omgivningarna runt Vinjamūr är en mosaik av jordbruksmark och naturlig växtlighet.